# Marie de Saxe-Weimar-Eisenach
Marie de Saxe-Weimar-Eisenach (en allemand Marie von Sachsen-Weimar-Eisenach), née le 3 février 1808 à Weimar et morte le 18 janvier 1877 à Berlin, est baptisée du nom de sa mère.
Elle fut princesse de Saxe-Weimar-Eisenach, puis par mariage princesse de Prusse.

## Famille
Elle est la fille de Frédéric-Charles de Saxe-Weimar-Eisenach et de la grande-duchesse Marie Pavlovna de Russie.

### Mariage et descendance
Le 26 mai 1827, Marie de Saxe-Weimar-Eisenach épousa à Charlottenburg le prince Charles de Prusse (1801-1883, fils de Frédéric-Guillaume III de Prusse et de Louise de Mecklembourg-Strelitz). 
Désirant visiter son frère le grand-duc Nicolas de Russie et son épouse la princesse Charlotte de Prusse, la duchesse de Saxe-Weimar-Eisenach se fit accompagner par ses deux filles. Les deux princesses firent une excellente impression sur la future tsarine qui dès lors souhaita leur faire épouser ses frères Guillaume et Charles. 
Cependant Guillaume, à qui était destinée Marie, était épris de la princesse Elisa Radziwill tandis que son cadet Charles, à qui était destinée Augusta, était épris de Marie.
Après de âpres discussions, tandis que Guillaume se résignait à épouser Augusta, Charles et Marie pouvaient enfin unir leur destinées. Trois enfants sont nés de cette union harmonieuse :
- Frédéric Charles de Prusse (1828-1885), en 1854, il épousa Marie-Anne d'Anhalt-Dessau (1837-1906), (fille de Léopold IV d'Anhalt-Dessau)
- Louise de Prusse (1829-1901), elle épousa Alexis de Hesse-Philippsthal-Barchfeld (1828-1905)
- Anne de Prusse (1836-1918), en 1853, elle épousa Frédéric de Hesse-Cassel (1820-1884).

La princesse Anne avait été choisie par l'archiduchesse Sophie d'Autriche, comme épouse pour son fils l'empereur d'Autriche, François-Joseph Ier. L'archiduchesse, malgré l'aide de la reine de Prusse, qui était sa sœur, ne put parvenir à ses fins, le ministère prussien ne désirant pas s'allier à l'Autriche mais au contraire s'emparer de son autorité sur l'Allemagne. Ce qui arrivera en 1866 à Sadowa et en 1871 à Versailles.

## Généalogie
Marie de Saxe-Weimar-Eisenach appartient à la lignée de Saxe-Weimar-Eisenach issue de la branche Ernestine, elle-même issue de la première branche de la Maison de Wettin.